# (34073) 2000 OW58
2000 OW58 (asteroide 34073) é um asteroide da cintura principal. Possui uma excentricidade de 0.11402660 e uma inclinação de 3.37765º.
Este asteroide foi descoberto no dia 29 de julho de 2000 por LONEOS em Anderson Mesa.